# Jan Szczepaniak (historyk)
Jan Szczepaniak – polski duchowny rzymskokatolicki, historyk. Wykładowca na Uniwersytecie Papieskim im. Jana Pawła II w Krakowie.

## Życiorys
Został doktorem w 1997, habilitował się w 2000. Tytuł profesorski uzyskał w 2012.
W przedterminowych wyborach prezydenckich w 2010 poparł kandydaturę Jarosława Kaczyńskiego.
W kwietniu 2011 otrzymał nagrodę Krakowska Książka Miesiąca za publikację Duchowieństwo Diecezji Krakowskiej w XVIII w..

## Publikacje
- Katalog alumnów Seminarium Zamkowego (1678-1800), Kraków 2004
- Odtworzone katalogi alumnów seminariów diecezji krakowskiej (XVII-XVIII w.), Kraków 2005
- Katalog kleryków seminarium stradomskiego (1732-1800), Kraków 2006
- Katalog alumnów seminarium na Stradomiu (1801-1900), Kraków 2006 (współautor: M. Hałaburda)
- Katalog duchowieństwa diecezjalnego zestawiony na podstawie krakowskich ksiąg święceń (1646-1789), t. 1: A-I,  t. 2: J-M, t. 3: N-S, t. 4: T-Ż, Kraków 2008
- Spis prepozytów i plebanów diecezji krakowskiej (XVIII w.), Kraków 2008
- Spis prałatów i kanoników kapituły katedralnej oraz kapituł kolegiackich diecezji krakowskiej (XVIII w.), Kraków 2008
- Katalog prepozytów i plebanów diec. krakowskiej z lat 1749 i 1784 oraz zawiślańskiej części diec. krakowskiej z 1776 r., Kraków 2010
- Nekrologium. Księża diecezji krakowskiej zmarli w latach 1749-1810, Kraków 2010
- Duchowieństwo diecezji krakowskiej w XVIII wieku. Studium prozopograficzne, Kraków 2010
- Kościół Katolicki w czasach komunistycznej dyktatury. Między bohaterstwem a agenturą. Studia i materiały. Tom 1, 2007
- Księża katecheci Diecezji Krakowskiej 1880-1939. Słownik biograficzny, 2000[4]